# Amaxia hebe
Amaxia hebe là một loài bướm đêm thuộc phân họ Arctiinae, họ Erebidae.